# G1 뉴스라인
《G1 뉴스라인》은 G1방송 TV에서 매주 평일 오전 7시 20분에 방송 중인 강원 지역 아침 종합 뉴스 프로그램이다. 

## 앵커
| 대수 | 진행자             | 진행 기간                          | 비고  |
| ---- | ------------------ | ---------------------------------- | ----- |
| 1대  | 김우진 아나운서    | 2016년 10월 31일 ~ 2017년 3월 24일 |       |
| 2대  | 김진현 前 아나운서 | 2017년 3월 27일 ~ 2017년 일자 미상 |       |
| 3대  | 유한솔 아나운서    | 2017년 일자 미상 ~ 2020년 9월 18일 |       |
| 4대  | 김우진 아나운서    | 2020년 9월 21일 ~ 2021년 3월 5일   | [ 2 ] |
| 5대  | 서효원 아나운서    | 2021년 3월 8일 ~ 2021년 6월 4일    | [ 3 ] |
| 6대  | 김옥영 아나운서    | 2021년 6월 7일 ~ 2021년 11월 26일  | [ 4 ] |
| 7대  | 김수민 아나운서    | 2021년 11월 29일 ~ 2022년 6월 10일 | [ 5 ] |
| 8대  | 김태준 아나운서    | 2022년 6월 13일 ~ 2023년 5월 31일  | [ 6 ] |
| 9대  | 김수민 아나운서    | 2023년 6월 1일 ~ 2023년 6월 30일   | [ 7 ] |
| 10대 | 김민곤 아나운서    | 2023년 7월 3일 ~ 2024년 12월 13일  | [ 8 ] |
| 11대 | 이가연 아나운서    | 2024년 12월 16일 ~ 현재            | [ 9 ] |

## 타이틀 변천사
| 기수 | 프로그램 타이틀 | 방송 기간                          |
| ---- | --------------- | ---------------------------------- |
| 1기  | GTB 아침뉴스    | 2001년 12월 17일 ~ 2002년 3월 29일 |
| 2기  | GTB 뉴스라인    | 2002년 4월 1일 ~ 2011년 10월 7일   |
| 3기  | G1 뉴스라인     | 2011년 10월 10일 ~ 현재            |

## 경쟁 프로그램
- KBS 뉴스광장 강원 (KBS 춘천 1TV)
- MBC 뉴스투데이 강원 (춘천MBC TV, 원주MBC TV, MBC 강원영동 TV)